# Hội nghị truyền hình
Hội nghị truyền hình (tiếng Anh: VideoConferencing) là hệ thống thiết bị (bao gồm cả phần cứng và phần mềm) hỗ trợ truyền tải hình ảnh và âm thanh hai chiều giữa hai hoặc nhiều địa điểm từ xa bằng cách kết nối qua đường truyền mạng Internet, WAN hay LAN để đưa tín hiệu của các phòng họp đến với nhau như đang ngồi họp trong cùng một phòng

## Lịch sử phát triển
Vào những năm 80 của thế kỷ XX, Hội nghị truyền hình đã mở ra một hướng mới cho thế giới trong việc trao đổi thông tin khi các đối tượng cần giao lưu ở các vị trí khác nhau mà không bị cản trở về mặt địa lý. Khác với các phương tiện trao đổi thông tin khác như điện thoại, dữ liệu, Hội nghị truyền hình cho phép mọi người tiếp xúc, nói chuyện với nhau thông qua tiếng nói và hình ảnh trực quan. Việc sử dụng công nghệ hội nghị truyền hình cho việc giao lưu, gặp gỡ, hội nghị, hội thảo, đào tạo, chăm sóc sức khỏe từ xa trong ngành y tế, các lĩnh vực khác đã đem lại lợi ích và hiệu quả kinh tế vô cùng to lớn cho xã hội.
1. Thế hệ đầu tiên của hệ thống thiết bị hội nghị truyền hình được thực hiện qua mạng kỹ thuật số đa dịch vụ ISDN dựa trên tiêu chuẩn H.230 của Tổ chức ITU;
2. Thế hệ thứ hai của hệ thống thiết bị hội nghị truyền hình ứng dụng cho máy tính cá nhân và công nghệ thông tin, và vẫn dựa vào mạng ISDN cùng các thiết bị mã hoá/giải mã, nén/giải nén - CODEC;
3. Thế hệ thứ ba của hệ thống thiết bị hội nghị truyền hình ra đời trên cơ sở mạng cục bộ LAN phát triển rất nhanh và có mặt ở khắp mọi nơi trên thế giới.

Hiện nay, công nghệ truyền hình với chất lượng cao sử dụng chuẩn H.230 có tính ưu việt, đã và đang thay thế dần các phương tiện thông tin khác và đã được ứng dụng vào tất cả các ngành kinh tế quốc dân từ quốc phòng, chăm sóc sức khỏe, đào tạo, nghiên cứu khoa học, v.v.... Công nghệ hiện đại nhất hiện nay của hệ thống thiết bị hội nghị truyền hình là sử dụng theo tiêu chuẩn công nghệ H.323 qua giao thức IP. Khi công nghệ HD (High Definition) chính thức gia nhập thị trường với chất lượng hình ảnh rõ nét gấp 10 lần so với chuẩn SD (Standard Definition), độ phân giải hình ảnh đạt đến 720p; Full HD 1080p, nén Video chuẩn H.264, âm thanh AAC-LD, hội nghị truyền hình HD thực sự thoả mãn được nhu cầu "giao tiếp ảo". Công nghệ HD giúp các tổ chức, doanh nghiệp thay thế các cuộc họp dày đặc bằng những cuộc họp trực tuyến.
4. Thế hệ thứ tư của hệ thống thiết bị truyền hình ra đời từ 2014 trên cơ sở một loạt các tiến bộ vượt bậc về công nghệ thông minh của hãng Trueconf:
a) Áp dụng được chuẩn nén H.264 SVC trong việc truyền nhận dữ liệu, giúp đạt chất lượng cao cấp về hình ảnh và âm thanh với yêu cầu băng thông cực thấp (Full HD 30 fps 1080p chỉ yêu cầu băng thông là 1024 Kbps).
b) Dùng công nghệ nhận dạng thông minh đối với siêu âm và hồng ngoại để tiếp nhận tín hiệu từ bút điện tử cảm ứng vào màn hình không cảm ứng, giúp cho người sử dụng có thể vẽ, xóa được bằng bút điện tử đa sắc màu trên màn hình bất kỳ (khung hình trắng hoặc chứa nội dung đang trình chiếu). Hình ảnh đang vẽ sẽ được truyền ngay lập tức tới các đầu cầu khác và ghi lại được thành file ảnh cùng với hình ảnh nền đã trình chiếu.
c) Dùng công nghệ nhận dạng thông minh đối với âm thanh trong tín hiệu thu được từ micro đa hướng để phát hiện ra tiếng người, đâu là âm thanh do va chạm vật chất gây ra (tạp âm), giúp cho hệ thống ngay lập tức phát hiện điểm cầu có người phát biểu để tự động kích hoạt điểm cầu đó trở thành điểm cầu chính, làm cho việc điều khiển các điểm cầu có thể thực hiện hoàn toàn tự động (các điểm cầu đều không cần bật micro khi phát biểu, không cần tắt micro khi ngừng phát biểu).
d) Dùng công nghệ nhận dạng và phán đoán thông minh đối với hình ảnh để tự động điều chỉnh liên tục khuôn hình của camera vừa đủ theo vị trí của những người dự họp, loại bỏ không gian thừa, tự đếm được số người dự họp theo từng giây. Dùng công nghệ nhận dạng và phán đoán đối với hình ảnh khuôn mặt người để tự động phát hiện chính xác người phát biểu trong số những người dự họp và điều chỉnh camera quay chân dung người phát biểu (khi người phát biểu di chuyển thì camera sẽ quay và zoom theo người đó).

## Công nghệ
Hệ thống thiết bị hội nghị truyền hình là một hệ thống thiết bị điện tử (bao gồm cả phần cứng và phần mềm) sử dụng công nghệ kỹ thuật số, nén (coder/decoder) âm thanh và video trong thời gian thực. Giải pháp hội nghị truyền hình dựa trên công nghệ IP với sự hỗ trợ nhiều giao thức (H.320, H.323, SIP, SCCP) cho phép triển khai hệ thống Hội nghị truyền hình tiên tiến nhưng vẫn tận dụng được cơ sở hạ tầng có sẵn.
Các thiết bị cần thiết cho một hệ thống hội nghị truyền hình bao gồm: 
- Video đầu vào: video camera hoặc webcam;
- Video đầu ra: màn hình máy tính, truyền hình hoặc máy chiếu;
- Âm thanh đầu vào: micro, CD/DVD, cassette player, hoặc bất kỳ nguồn nào của ổ cắm âm thanh preamp;
- Âm thanh đầu ra: loa phóng thanh đi kèm với các thiết bị hiển thị hoặc điện thoại;
- Truyền dữ liệu: số điện thoại mạng hoặc tương tự, LAN hoặc Internet.

Thiết bị cơ bản bao gồm:
1. Camera - Thu tín hiệu hình ảnh.
2. Micro - Thu tín hiệu âm thanh.
3. DECODE - Xử lý mã hóa nhận và truyền tín hiệu âm thanh và hình ảnh và truyền qua đường truyền.
4. Màn hình hiển thị - Hiển thị hình ảnh của các phòng họp từ xa.
5. Loa - Phát tín hiệu âm thanh của các phòng họp từ xa.
6. MCU - Thiết bị quản lý và xử lý đa điểm
7. Lưu Trữ - Ghi lại nội dung cuộc họp.
8. Show Present - Thường là phần mềm có chức năng trình chiếu tài liệu tại một máy tính lên hình ảnh của hội nghị.

Tùy theo từng hãng sản xuất sử dụng công nghệ khác nhau nhưng đều đi qua một số chuẩn giao thức bắt tay nhau như H:323, H:264 nên các sản phẩm của các hãng khác nhau vẫn bắt tay được với nhau.

### Phân loại thiết bị
Về cơ bản có hai loại hệ thống hội nghị truyền hình:
1. Hệ thống thiết bị chuyên dụng;
2. Hệ thống máy tính.

### Phân loại công nghệ mã hóa
Đối với thiết bị trung tâm, trước đây đa số đều sử dụng bộ mã hóa H264-AVC. Đặc điểm của các thiết bị sử dụng công nghệ này là hình ảnh tại thiết bị đầu cuối chỉ được mã hóa bằng 1 lớp rồi truyền đến thiết bị trung tâm. Thiết bị trung tâm có nhiệm vụ giải mã, chỉnh sửa rồi mã hóa lại các hình ảnh này cho phù hợp với các điểm cầu khác. Quá trình này thường tạo độ trễ và yêu cầu năng lực xử lý của thiết bị trung tâm phải lớn.
Ngày nay, một số hãng công nghệ đã ứng dụng bộ mã hóa H264-SVC (Scalable Video Coding) để giúp thiết bị đầu cuối có thể truyền nhiều lớp hình ảnh đi cùng một lúc. Khi đó thiết bị trung tâm chỉ đóng vai trò như một chiếc Router luôn chuyển hoặc vứt bỏ các lớp hình ảnh này tùy theo yêu cầu của các điểm cầu khác. Quá trình này giúp giảm giá thành thiết bị trung tâm và giảm độ trễ một cách đáng kể.

## Lợi ích của Hội nghị truyền hình trong kinh doanh
Hội nghị truyền hình là một bước phát triển đột phá của công nghệ thông tin, nó cho phép những người tham dự tại nhiều địa điểm từ những quốc gia khác nhau có thể nhìn thấy và trao đổi trực tiếp với nhau qua màn hình tivi như đang họp trong cùng một hội trường. Công nghệ này đã được ứng dụng rộng rãi trong nhiều lĩnh vực, đặc biệt trong hội họp và hội thảo. Ngoài ra, Hội nghị truyền hình còn được ứng dụng rộng rãi trong giáo dục đào tạo, an ninh quốc phòng, y tế và chăm sóc sức khỏe.
- Tiết kiệm thời gian di chuyển
- Tiết kiệm kinh phí: Với những công ty có nhiều chi nhánh, thường xuyên phải họp hoặc tổ chức các hội nghị trực tuyến với khách hàng thì việc đi lại giữa nhiều địa điểm khác nhau sẽ tốn kém rất nhiều thời gian và chi phí. Hội nghị truyền hình với hệ thống thiết bị giúp truyền tải âm thanh, hình ảnh giữa hai hay nhiều địa điểm từ xa kết đối qua đường truyền mạng giúp liên lạc nhiều chiều thông qua video và truyền âm thanh sẽ giúp doanh nghiệp kết nối nhanh chóng, tiết kiệm được rất nhiều chi phí như chi phí chuyển, rủi ro khi di chuyển quá xa, thời gian đi lại giữa các địa điểm.
- Thực hiện cuộc họp trực tuyến giữa nhiều địa điểm khác nhau
- Nhanh chóng tổ chức cuộc họp: Với hệ thống thiết bị được trang bị ở những đầu cầu cần kết nối, khi cần họp giữa nhiều nơi khác nhau, các thiết bị hội nghị truyền hình sẽ giúp doanh nghiệp kết nối và tổ chức cuộc họp nhanh chóng chỉ trong vòng vài phút mà không cần phải tốn thời gian đi lại giữa các nơi, các thành viên vẫn có thể có mặt dù có công việc khác đang làm.
- Lưu trữ toàn bộ nội dung cuộc họp
- An toàn bảo mật: Toàn bộ nội dung cuộc họp sẽ được lưu trữ lại dưới dạng các đoạn phim, do đó khi cần doanh nghiệp vẫn có thể xem lại. Hơn nữa tính bảo mật được đảm bảo nên toàn bộ thông tin sẽ được lưu dữ rất an toàn.
- Chất lượng hội nghị ổn định: Khoảng cách giữa các chi nhánh, giữa các đối tác là một phần cản trở chất lượng hợp tác. Sự ra đời của Hội nghị truyền hình giúp tăng khả năng tương tác giữa các địa điểm với nhau, hình ảnh thực của cuộc trò chuyện giúp tăng hiệu quả trình bày công việc, nhiều người cùng tham gia trao đổi ý kiến một cách trực tiếp mà không cần nghe lại từ người khác sẽ giúp giảm được những sai lệch thông tin không đáng có. Việc trao đổi thông qua hội nghị truyền hình thì thông tin được xuyên suốt nhờ đó mà các quyết định và nội dung trao đổi giữa các địa điểm khác nhau được đưa ra kịp thời, đúng lúc giúp tăng hiệu quả quản lý, tăng tính hợp tác giữa các đối tác.
- Độ ổn định của hình ảnh và âm thanh cao
- Các quyết định và nội dung trao đổi được đưa ra kịp thời và đúng lúc[6]

## Bất lợi
- Trong nhiều trường hợp, do một số trục trặc kỹ thuật, có thể là do các cuộc gọi không thể được thiết lập có thể gây thiệt hại cho công ty. Hội nghị trực tuyến được thực hiện bằng cách sử dụng kết nối Internet nên nếu kết nối mạng dao động dù chỉ một chút, nó có thể dẫn đến phiền nhiễu. Điều này có thể ảnh hưởng nghiêm trọng đến sự rõ ràng của một cuộc họp. Nó cũng có thể dẫn đến sự tham gia ít hơn của nhân viên trong tổ chức.
- Chi phí đầu tư trang thiết bị cho hội nghị truyền hình khá cao
- Khó tự xử lý khi gặp vấn đề sự cố mà phải chờ đợi các nhân viên có chuyên môn[7]
- Cần đào tạo bài bản, kỹ lưỡng cho các nhân viên về cách hoạt động và làm việc với thiết bị

## Các bước tổ chức Hội nghị truyền hình hiệu quả
Hội nghị trực tuyến có thể lãng phí rất lớn về thời gian. Nhưng khi tiến hành đúng, nó có thể vừa hiệu quả và hữu hiệu, thậm chí còn hơn cả các cuộc họp gặp gỡ trực tiếp. Chính xác là các cuộc họp trực tuyến có thể vượt trội hơn so với các cuộc họp truyền thống. Sau đây là các bước rất quan trọng để đảm bảo cho bạn những cuộc họp trực tuyến tiến hành trơn tru và thu hút được sự chú ý của những người tham gia:
- Sử dụng video: Đây có lẽ là nguyên tắc quan trọng nhất. Sử dụng video không chỉ cho phép mọi người “đọc” phản ứng và tâm trạng của nhau, nó cũng khuyến khích họ chú ý và chống lại những xử lý đa nhiệm riêng tư. Từ đó có thể khuyến khích họ tập trung vào cuộc họp.
- 5 phút đầu tiên: Trong năm phút đầu tiên của một cuộc họp ảo, tất cả mọi người nên thay phiên nhau và nói chuyện một chút vềnhững gì đang xảy ra trong cuộc sống của họ, hoặc là cá nhân hoặc chuyên nghiệp. Điều này sẽ giúp phá vỡ lớp băng”và thiết lập tâm trạng thích hợp cho mọi người lắng nghe và kết nối với nhau.
- Phân công nhiệm vụ: Phân công nhiệm vụ như sau: Chỉ định các nhiệm vụ như người viết bảng trắng, người ghi phút, và quản lý Q&A, v.v. Luân phiên phân công nhiệm vụ thay đổi cho nhau trong mỗi cuộc họp.
- Cấm sử dụng chức năng”tắt tiếng”:Một cách “hữu hiệu”để giết chết tâm trạng của bất kỳ cuộc họp ảo nào là sự im lặng tẻ nhạt sau một trò đùa bởi vì mọi người cười nhưng các đầu khác lại không nghe được. Lẽ quan trọng hơn, tắt tiếng không khuyến khích thảo luận tự phát. Tất nhiên, nếu một người nào đó trongmôi trường ồn ào giống như một thiết bị đầu cuối sân bay, chức năng tắt âm có thể giúp ngăn chặn sự gián đoạn cho cuộc họp, nhưng những trường hợp này nên xem là ngoại lệ.
- Phạt những người làm việc “đa nhiệm”:Nhiều nhà quản lý chịu đựng được những người làm việc đa nhiệm trong buổi xong. Nhưng trên hết là, không phải là ai ai cũng sử dụng hiệu quả nhất thời gian của họ? Sự thật đơn giản là không có gì gây cho cuộc họp kém hiệu quả bằng làm việc đa nhiệm.Để ngăn cản nó, các nhà quản lý nên thực hiện hình phạt đối với người phạm tội. Các công ty có thể áp dụng những điều khoản phạt nho nhỏ như trả tiền cafe cho buổi họp, hoặc rửa máy pha cafe trong vòng một tuần…

Khi các công ty ngày càng trở nên ”toàn cầu” và nhân viên liên lạc với nhau từ xa ngày càng nhiều, hội họp trực tuyến đã trở thành một thức tế hàng ngày của công ty. Bằng cách hiểu được những ưu điểm độc đáo của hội nghị trực tuyến, đi cùng với những chỉ dẫn đơn giản và có ích trên hoàn toàn có thể tổ chức những buổi họp trực tuyến hiệu quả và hữu hiệu như là một buổi họp trực tiếp.

## Xu thế Hội nghị truyền hình
Trong thời đại hiện nay, với sự xuất hiện của các công ty đa chi nhánh,tập đoàn xuyên quốc gia và xu hướng cộng tác quốc tế, hội nghị truyền hình đã nổi lên như một công cụ hợp tác ngày càng phổ biến. Với hội họp trực tuyến, nhân viên từ xa có thể giao tiếp với các đồng nghiệp ở trụ sở chính vô cùng dễ dàng.Ngay cả các nhà lãnh đạo doanh nghiệp có thể trình bày các chiến lược kinh doanh hấp dẫn cho khách hàng và các bên liên quan mà không cần gặp trực tiếp. Hiện tại, giá trị của thị trường hội nghị truyền hình doanh nghiệp dự kiến sẽ tăng lên 4,48 tỷ đô la vào năm 2023.
- Theo Kỹ sư hệ thống của StarLeaf,Daniel Boddington, điện toán đám mây là xu hướng thay đổi quan trọng trong các ngành công nghiệp, kể cả Hội nghị truyền hình.  Khi điện toán đám mây trở nên phổ biến và không thể thiếu trong các chiến lược của doanh nghiệp, ngày càng có nhiều tổ chức thực hiện triển khai giải pháp này. Những chiến lược này cung cấp trải nghiệm an toàn và liền mạch được hỗ trợ bởi hệ thống bảo mật mạnh mẽ sẽ tăng thêm giá trị cho khách hàng.  Khả năng sử dụng các hệ thống và thiết bị hỗ trợ đám mây sẽ mang lại hiệu quả cao hơn cho toàn doanh nghiệp, loại bỏ nhu cầu về cơ sở hạ tầng mạng cồng kềnh, giảm đáng kể chi phí và đảm bảo các ứng dụng và dịch vụ vẫn được bảo vệ an toàn.[10]
- Theo Anne Marie Ginn, xu hướng vài năm tới trong môi trường kinh doanh là không gian làm việc trở nên linh hoạt. Càng ngày càng nhiều doanh nghiệp/tổ chức xem xét lại cách họ sử dụng không gian văn phòng. Kết quả sẽ là không gian văn phòng đa năng được thiết kế để đáp ứng nhu cầu làm việc linh hoạt của đội ngũ nhân viên.  Theo đó hệ thống hội nghị truyền hình cũng sẽ cần được thiết kế để phù hợp với nhiều không gian linh hoạt. Năm 2019, chúng ta sẽ thấy nhiều giải pháp hội nghị truyền hình khác nhau cho các loại không gian văn phòng khác nhau: từ phòng họp nhỏ đến phòng họp lớn cho đến các giải pháp được thiết kế cho không gian văn phòng đột phá. một xu hướng quan trọng khác sẽ là sự tích hợp rộng hơn các tính năng hội nghị truyền hình thông minh. Bằng cách sử dụng AI (trí tuệ nhân tạo), trong hội họp trực tuyến, Annecho rằng trải nghiệm người dùng sẽ được nâng cao. Với AI, việc họp qua video sẽ cải thiện năng suất, thông qua những việc như chia sẻ tự động các ghi chú cuộc họp hoặc lên lịch tự động cho các hội nghị trong tương lai.
- Theo Bobby Beckmann, hội nghị truyền hình với chất lượng video 4K sẽ tiếp tục bùng nổ trong một đến hai năm tới, mặc dù video chất lượng cao đã tăng trưởng đáng kể trong thị trường tiêu dùng.[11]

Ngoài ra ông tin rằng các camera hội nghị truyền hình sẽ hỗ trợ mọi thứ từ thu thập dữ liệu, để cung cấp bối cảnh cho tiến trình họp. Ví dụ, trong các cuộc họp, camera sẽ theo dõi tình hình của căn phòng để xác định xem người tham dự có tham gia hay không và cuộc trò chuyện có trôi chảy không. Với các phân tích thông minh, các camera sau đó sẽ có thể cung cấp dữ liệu hữu ích để giúp người điều phối cuộc họp cải thiện năng suất và sự hợp tác.